# Championnats du monde de judo 1980
Les Championnats du monde de judo 1980 se tiennent à New York aux États-Unis du 29 au 30 novembre 1980 au Madison Square Garden. Ce sont les premiers championnats du monde féminins, les championnats du monde masculins se déroulant les années impaires jusqu'à l'union des hommes et des femmes lors du même championnat en 1987. 

## Résultats

### Femmes
| Catégories        | Or                | Argent            | Bronze                              |
| ----------------- | ----------------- | ----------------- | ----------------------------------- |
| - 48 kg           | Jane Bridge       | Anna de Novellis  | Marie-France Colignon Mary Lewis    |
| - 52 kg           | Edith Hrovat      | Kaori Yamaguchi   | Pascale Doger Bridgette McCarthy    |
| - 56 kg           | Gerda Winklbauer  | Marie-Paule Panza | Loretta Doyle Jeannine Meulemans    |
| - 61 kg           | Anita Staps       | Laura di Toma     | Ingrid Berg Martine Rottier         |
| - 66 kg           | Edith Simon       | Dawn Netherwood   | Christine Penick Catherine Pierre   |
| - 72 kg           | Jocelyne Triadou  | Barbara Classen   | Avril Malley Jolanda van Meggelen   |
| + 72 kg           | Margherita de Cal | Paulette Fouillet | Ingrid Berghmans Christiane Kieburg |
| Toutes catégories | Ingrid Berghmans  | Paulette Fouillet | Barbara Classen Barbara Fest        |

## Tableau des médailles
| Rang | Nation               | Or | Argent | Bronze | Total |
| ---- | -------------------- | -- | ------ | ------ | ----- |
| 1    | Autriche             | 3  | 0      | 0      | 3     |
| 2    | France               | 1  | 3      | 4      | 8     |
| 3    | Italie               | 1  | 2      | 0      | 3     |
| 4    | Royaume-Uni          | 1  | 1      | 3      | 5     |
| 5    | Belgique             | 1  | 0      | 2      | 3     |
| 6    | Pays-Bas             | 1  | 0      | 1      | 2     |
| 7    | Allemagne de l'Ouest | 0  | 1      | 3      | 4     |
| 8    | Japon                | 0  | 1      | 0      | 1     |
| 9    | États-Unis           | 0  | 0      | 3      | 3     |